# Return of the Reaper
Return of the Reaper è il diciassettesimo album in studio del gruppo musicale power metal tedesco Grave Digger, pubblicato nel 2014 dalla Napalm Records.

## Tracce
1. Return of the Reaper – 1:16
2. Hell Funeral – 3:01
3. War God – 3:46
4. Tattooed Rider – 4:03
5. Resurrection Day – 2:58
6. Season of the Witch – 5:04
7. Road Rage Killer – 3:18
8. Grave Desecrator – 4:22
9. Satan's Host – 2:56
10. Dia de los Muertos – 4:15
11. Death Smiles at All of Us – 3:52
12. Nothing to Believe – 4:33

## Formazione
- Chris Boltendahl - voce
- Axel "Ironfinger" Ritt - chitarra
- Jens Becker - basso
- Stefan Arnold - batteria
- Hans Peter Katzenburg - tastiere